# Blackstone (företag)
Blackstone Inc., tidigare The Blackstone Group, är ett amerikanskt riskkapitalbolag. Företagets huvudkontor återfinns i skyskrapan 345 Park Avenue i New York, men bolaget har också kontor i Atlanta, Boston, Chicago, Dallas, Houston, Los Angeles, San Francisco, London, Hamburg, Paris, Bombay, Tokyo och Hongkong. Under 2006 gjorde bolaget affärer i USA för 370 miljarder amerikanska dollar. Bolaget grundades av Peter G. Peterson och Stephen A. Schwarzman, 1985.

## Investeringar
Företag som ägs eller ägs till stora delar är:
Allied Waste, Catalent, Inc., Graham Packaging, Celanese, Nalco, HealthMarkets, Houghton Mifflin, American Axle, Prime Hospitality, Legoland, Universal Studios Parks, Encore Medical, La Quinta, Luxury Resorts (LXR), Pinnacle Foods, Hilton Hotels Corporation, Travelport, och The Weather Channel.

## Dotterbolag
Ett urval av dotterbolag:
- Blackstone Real Estate Income Trust